# ريبوزيم رأس المطرقة

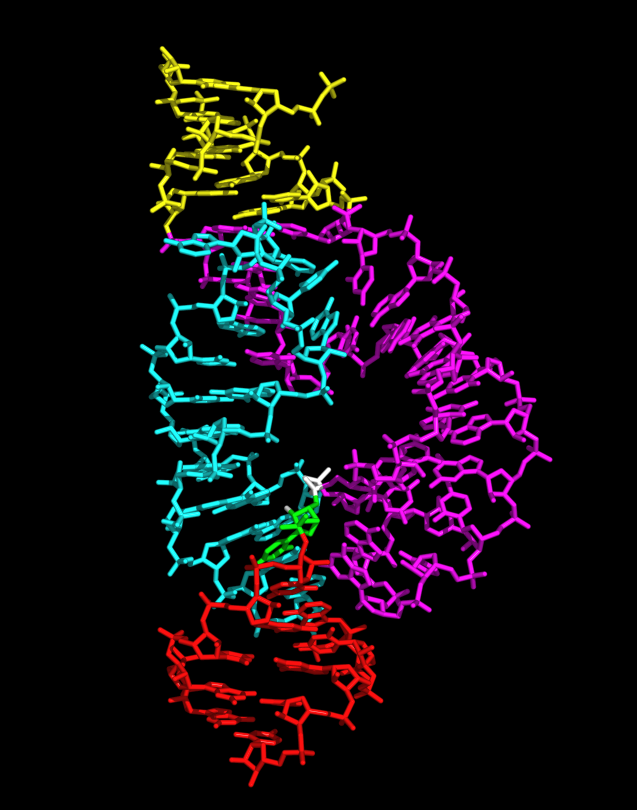
تمثيل لبنية ريبوزيم رأس المطرقة (ببب 3ZD51.)

ريبوزيم رأس المطرقة (بالإنجليزية: Hammerhead ribozyme)‏ هو نمط رنا (تسلسل محدد) يقوم بتحفيز تفاعلات قص ووصل قابلة للعكس في موقع محدد من جزيء رنا، وهو واحد من عدة جزيئات رنا محفِّزة (ريبوزيمات) متواجدة طبيعيا. يُستخدم ريبوزيم رأس المطرقة كنظام نموذجي للبحث عن بنية وخصائص الرنا ويُستعمل في تجارب قص الرنا المستهدفة، والتي لبعضها تطبيقات علاجية مقترحة. سُمي برأس المطرقة لتشابه مخططات بنيته الثانوية الأولى بالقرش المطرقة. اكتُشفت ريبوزيمات رأس المطرقة في البداية في قسمين من جزيئات الرنا التي تشبه فيروسات النبات: الرنا التابع والفيرويد، ثم تم العثور عليها لاحقا منتشرة بكثرة لدى مختلف أشكال الحياة.
أُبلغ عن تفاعلات القص الذاتية أول مرة سنة 1986  كجزء من آلية التضاعف الدائري الملتف. تسلسل ريبوزيم رأس المطرقة كفيل لإحداث القص الذاتي  ويعمل عبر تشكيل بنية محفوظة ثلاثية الأبعاد.